# Bannock (gastronomia)
Bannock è un pane simile a una focaccia schiacciata di origine scozzese.
È composto per la maggior parte di farina d'avena e d'orzo cotto su una piastra o in una padella su entrambi i lati. In origine, per la sua preparazione non veniva aggiunto alcun agente lievitante all'impasto e veniva arrostito in una padella. Durante la cottura, la superficie diviene molto scura.

## Storia
Il Bannock ha origine dalle Highlands scozzesi, dove c'erano molte varianti locali della preparazione. Durante il diciottesimo e il diciannovesimo secolo veniva utilizzato dagli indigeni del Canada orientale, dove veniva prodotto principalmente con la farina di frumento.
Il termine "bannock" deriva probabilmente dalla parola gaelica bannach, che a sua volta deriva dal latino panicium (pane). Secondo i linguisti inglesi, la parola "bannock" indicava genericamente il pane prodotto all'infuori delle aree di coltivazione di grano nel Regno Unito. Un dizionario inglese-latino del 1483 traduce Bannock con focacius (focolare) o panis subcinericius (pane cotto nelle ceneri).
Oggi il bannock viene tipicamente consumato fra i nativi americani, che definiscono tale alimento frybread.